# Анстетт, Венсан
Венсан Анстетт (фр. Vincent Anstett, род. 26 июля 1982 года, Страсбург, Франция) — французский фехтовальщик на саблях. Чемпион мира, многократный призёр чемпионатов мира и Европы.

## Биография
Венсан Анстетт родился 26 июля 1982 года в Страсбурге. Француз начал заниматься фехтованием в семь лет.
В 2005 году французский фехтовальщик добился первого крупного успеха на международных соревнованиях: на чемпионате мира Венсан стал третьим в командной сабле . Через год Анстетт стал чемпионом мира в командном первенстве . В 2007 году Венсан выиграл в составе французской команды серебряную медаль чемпионата мира .
На предолимпийском чемпионате Европы француз выиграл «серебро» в командном первенстве . В 2008 году Венсан вошёл в состав сборной Франции на Олимпийские игры в Пекине, где французская команда саблистов выиграла турнир , но сам Венсан остался запасным и олимпийской медали не получил, 
В следующем, 2009 году, француз стал бронзовым призёром европейского чемпионата в командной сабле .
Следующие несколько сезонов у французского фехтовальщика ничего не получалось. Однако к Олимпийским играм в Рио-де-Жанейро француз начал показывать отличные результаты. В 2016 году на чемпионате Европы он выиграл серебряную медаль в личном первенстве . На Олимпиаде 2016 года командной сабли представлено не было, и Венсан стал единственным представителем Франции в личной сабле . Но на Олимпиаде француз проиграл на стадии четвертьфинала.
В 2017 году на чемпионате мира Венсан завоевал свою первую медаль чемпионата мира в индивидуальном первенстве: он занял третье место.

## Лучшие результаты

### Чемпионаты мира
- Золото — чемпионат мира 2006 года (Турин, Италия) (команды)
- Серебро — чемпионат мира 2007 года (Санкт-Петербург, Россия) (команды)
- Бронза — чемпионат мира 2005 года (Лейпциг, Германия) (команды)
- Бронза — чемпионат мира 2017 года (Лейпциг, Германия)

### Чемпионаты Европы
- Серебро — чемпионат Европы 2008 года (Киев, Украина) (команды)
- Серебро — чемпионат Европы 2016 года (Торунь, Польша)
- Бронза — чемпионат Европы 2009 года (Пловдив, Болгария) (команды)